# 552 a.C.

## Eventos
- 57a olimpíada: Ládromo da Lacônia, vencedor do estádio.[1]